# François de Coninck
Pour les articles homonymes, voir De Coninck.
François de Coninck, né le 9 août 1902, est un rameur d'aviron belge et décédé le 21 septembre 1985.

## Carrière
François de Coninck est médaillé de bronze de deux barré avec Léon Flament et Georges Anthony aux Jeux olympiques d'été de 1928 à Amsterdam.